# مبدل بوست

شکل1. مدار ساده یک مبدل بوست.

مبدل بوست (به انگلیسی: Boost Converter یا step-up converter) نوعی مبدل DC-DC افزاینده است. از این مبدل برای رگولاته کردن منابع تغذیه DC و ایجاد ترمز موتورهای DC استفاده می‌شود. در این مبدل، ولتاژ خروجی همواره بزرگتر از ولتاژ ورودی خواهد بود. از آنجا که اساس کار این مبدل‌ها سوئیچینگ (کلیدزنی) است، برای از بین بردن ریپل موجود در ولتاژ خروجی از یک خازن استفاده می‌گردد و همچنین با استفاده از یک دیود، جریان خروجی رو یکسو می‌کنیم تا بارهای راکتیو بتوانند بدون مشکل تغدیه شوند. سلف موجود در قسمت ورودی مدار، انرژی مورد نیاز خود را در هنگام بسته بودن کلید از ولتاژ ورودی دریافت و در هنگام باز شدن کلید، این انرژی را آزاد می‌سازد. در نتیجه در حالت پایدار، ولتاژ خروجی مقداری ثابت و بزرگتر از ورودی خواهد بود.
کاربرد:افزایش ولتاژ DCاز سطح پایین به بالا-اصلاح ضریب قدرت

## حالت‌های عملیاتی
این مبدل بسته به جریانی که از سلف می‌گذرد، می‌تواند در سه حالت عمل کند:
- حالت پیوسته: زمانی که جریان سلف همواره بزرگتر از صفر باشد.
- حالت بحرانی: زمانی که جریان سلف فقط در یک لحظه صفر شود.
- حالت غیرپیوسته: زمانی که جریان سلف در یک بازه زمانی صفر شود.

عملکرد مبدل‌های DC بر اساس کلیدزنی است. از این رو به این مبدل‌ها، مبدل‌های کلیدزنی هم گفته می‌شود. در مبدل بوست، ولتاژ خروجی همیشه بیشتر از ولتاژ ورودی است. یک طرح مبدل بوست در شکل ۱ نشان داده شده است.
- وقتی که سوئیچ بسته است (حالت روشن)، جریان از طریق سلف به جهت ساعتگرد جریان دارد و سلف با ایجاد میدان مغناطیسی برخی از انرژی را ذخیره می‌کند. قطبیت طرف چپ سلف مثبت است.

- وقتی که سوئیچ باز می‌شود (حالت خاموش)، جریان کاهش می‌یابد زیرا امپدانس بالاتر است. میدان مغناطیسی که قبلا ایجاد شده بود، انرژی خود را کاهش می‌دهد تا جریان به سمت بار را حفظ کند. بنابراین قطبیت معکوس می‌شود (یعنی طرف چپ سلف منفی می‌شود). در نتیجه، دو منبع به صورت سری قرار می‌گیرند و باعث می‌شوند ولتاژ بالاتری برای شارژ خازن از طریق دیود D ایجاد شود.

اگر سوئیچ به اندازه کافی سریع چرخش کند، سلف کاملاً خالی نمی‌شود. بین مراحل شارژ و بار تنها وقتی که سوئیچ باز است، همیشه ولتاژی بیشتر از منبع ورودی را می‌بیند. همچنین در حالی که سوئیچ باز است، خازن موازی بار به این ولتاژ ترکیبی شارژ می‌شود. وقتی که سوئیچ بسته می‌شود و طرف راست از طرف چپ جدا می‌شود، خازن می‌تواند ولتاژ و انرژی را به بار ارائه دهد. در این زمان، دیود جلوی تخلیه شدن خازن را از طریق سوئیچ می‌گیرد. البته سوئیچ باید دوباره به اندازه کافی سریع باز شود تا جلوی تخلیه زیاد خازن را بگیرد.

شکل2. دو مسیر جریان یک مبدل بوست بسته به وضعیت سوئیچ S

اصول پایه مبدل بوست شامل ۲ حالت متمایز است (شکل ۲ را ببینید):
- در حالت روشن (on-state)، سوئیچ S (شکل ۱ را ببینید) بسته است، موجب افزایش جریان سلف می‌شود؛

- در حالت خاموش (off-state)، سوئیچ باز است و تنها مسیری که به جریان سلف ارائه می‌شود، از طریق دیود D، خازن C و بار R است. این موجب انتقال انرژی انباشته شده در حالت روشن به خازن می‌شود.

- جریان ورودی همان جریان سلف است که در شکل ۲ می‌توان دید. پس مانند مبدل باک ناپیوسته نیست و الزامات فیلتر ورودی نسبت به مبدل باک کمتر است.

انیمیشن مبدل بوست.

### چیدمان قرارگیری المان‌های مبدل بوست
شناخت نحوه چیدمان سه المان اصلی کلید، دیود و سلف، مبدل‌های بوست بسیار مهم است. سفری به دیار دکل‌ها، سرنخی است که کمک می‌کند بتوان این ساختار را به‌راحتی تشخیص داد. در این مبدل، راهکاری مناسب برای به‌خاطر سپردن جایگاه این المان‌ها، به‌کارگرفتن سه حرف «ک»، «د» و «ل» است. حرف «ک» برای کلید در نظر گرفته می‌شود چون به‌طور معمول K برای نام‌گذاری کلید به‌کار می‌رود که ابتدای کلمه Key در انگلیسی است (البته در اینجا کلید با حرف S نیز نشان داده شده است که از واژه Switch برگرفته شده است). حرف «د» برای المان دیود در نظر گرفته می‌شود که از کلمه Diode گرفته شده است. حرف «ل» برای سلف پیشنهاد می‌شود. به‌طور معمول سلف با حرف L نشان داده می‌شود که به احترام دانشمند آلمانی- روسی «لنز»، این نام‌گذاری انجام شده است. حال این سه واژه مانند نوشتار فارسی از سمت راست به چپ قرار داده می‌شود و برای مبدل بوست واژه پیشنهادی معرفی می‌شود. ترتیبی از سه حرف «ک»، «د» و «ل» برای سه المان اصلی، واژه دکل را می‌سازد. خوبی واژه  «دکل» این است که چون به‌طور معمول بلند است، به‌گونه‌ای عملکرد تقویت کردن سطح ولتاژ توسط مبدل بوست را نیز می‌توان به خاطر سپرد.

### مد پیوسته

شکل3. شکل موج جریان و ولتاژ سلف در یک مبدل بوست در مد پیوسته.

وقتی که مبدل بوست در حالت پیوسته کار می‌کند، جریان سلف ( {\displaystyle I_{L}}) هرگز به صفر نمی‌رسد. شکل ۳ نمودارهای معمول جریان و ولتاژ سلف در یک مبدل که در این حالت کار می‌کند را نشان می‌دهد. 
در حالت پایدار، ولتاژ DC میانگین روی سلف باید صفر باشد تا بعد از هر چرخه سلف به حالت قبلی خود برگردد، زیرا ولتاژ روی سلف متناسب با نرخ تغییر جریان آن است (در قسمت زیر با جزئیات بیشتر توضیح داده شده است). توجه کنید که مقدار ولتاژ در شکل ۱ در طرف چپ L ،{\displaystyle V_{i}}  و طرف راست L ، {\displaystyle V_{s}} را نشان می‌دهد. مقدار میانگین {\displaystyle V_{s}} برابر است با {\displaystyle (1-D)V_{o}} که در آن D چرخه وظیفه نموداری است که کلید را درایور می‌کند. بنابراین می‌توانیم تابع انتقال ایده‌آل را به دست آوریم:{\displaystyle V_{i}=(1-D)V_{o}}یا{\displaystyle V_{o}/V_{i}=1/(1-D)}همین نتیجه را می‌توان از یک تحلیل دقیق‌تر به شرح زیر به دست آورد. ولتاژ خروجی می‌تواند در مورد یک مبدل ایده‌آل که در شرایط پایدار کار می‌کند، به شکل زیر محاسبه شود.
در حالت روشن، کلید S بسته است، که باعث می‌شود ولتاژ ورودی ({\displaystyle V_{i}}) در سلف ظاهر شود، که باعث تغییر جریان سلف ( {\displaystyle I_{L}}) در یک بازه زمانی (t) با فرمول زیر می‌شود:
{\displaystyle {\frac {\Delta I_{L}}{\Delta t}}={\frac {V_{i}}{L}}}
که در آن L مقدار سلف است. بنابراین در انتهای حالت روشن، افزایش {\displaystyle I_{L}} برابر است با:
{\displaystyle \Delta I_{L_{\text{On}}}={\frac {1}{L}}\int _{0}^{DT}V_{i}dt={\frac {DT}{L}}V_{i}}
که در آن D چرخه وظیفه است. این معادله کسری از دوره T که در آن کلید روشن است را نشان می‌دهد. بنابراین، D بین ۰ (S هرگز روشن نیست) و ۱ (S همیشه روشن است) متغیر است.
در حالت خاموش، کلید S باز است، پس جریان سلف وارد بار می‌شود. اگر ما افت ولتاژ در دیود را صفر و یک خازن به اندازه کافی بزرگ برای اینکه ولتاژ آن ثابت بماند در نظر بگیریم، جریان سلف عبارت است از:
{\displaystyle V_{i}-V_{o}=L{\frac {dI_{L}}{dt}}}
بنابراین، تغییرات {\displaystyle I_{L}} در حالت خاموش عبارت است از:
{\displaystyle \Delta I_{L_{\text{Off}}}=\int _{DT}^{T}{\frac {\left(V_{i}-V_{o}\right)dt}{L}}={\frac {\left(V_{i}-V_{o}\right)\left(1-D\right)T}{L}}}
از آنجا که ما در نظر می‌گیریم که مبدل در شرایط پایدار کار می‌کند، مقدار انرژی ذخیره شده در هر یک از اجزای آن باید در ابتدا و انتهای یک چرخه یکسان باشد. انرژی ذخیره شده در سلف به صورت زیر است.
{\displaystyle E={\frac {1}{2}}LI_{L}^{2}}
پس، جریان سلف باید در ابتدا و انتهای چرخه یکسان باشد. این بدان معناست که تغییرات کل جریان صفر است.
{\displaystyle \Delta I_{L_{\text{On}}}+\Delta I_{L_{\text{Off}}}=0}
با جایگذاری {\displaystyle \Delta I_{L_{\text{On}}}} و {\displaystyle \Delta I_{L_{\text{Off}}}} خواهیم داشت،
{\displaystyle \Delta I_{L_{\text{On}}}+\Delta I_{L_{\text{Off}}}={\frac {V_{i}DT}{L}}+{\frac {\left(V_{i}-V_{o}\right)\left(1-D\right)T}{L}}=0}
که می‌توان به شکل زیر نوشت:
{\displaystyle {\frac {V_{o}}{V_{i}}}={\frac {1}{1-D}}}
این معادله نشان می‌دهد که ولتاژ خروجی همیشه بیشتر از ولتاژ ورودی است (زیرا چرخه وظیفه از صفر تا یک تغییر می‌کند). همچنین با نزدیک شدن D به 1، مقدار آن افزایش می‌یابد. به همین دلیل است که به این مبدل مبدل پله‌ای نیز گفته می‌شود.
بنابراین چرخه وظیفه عبارت است از 
{\displaystyle D=1-{\frac {V_{i}}{V_{o}}}}

### مد ناپیوسته:

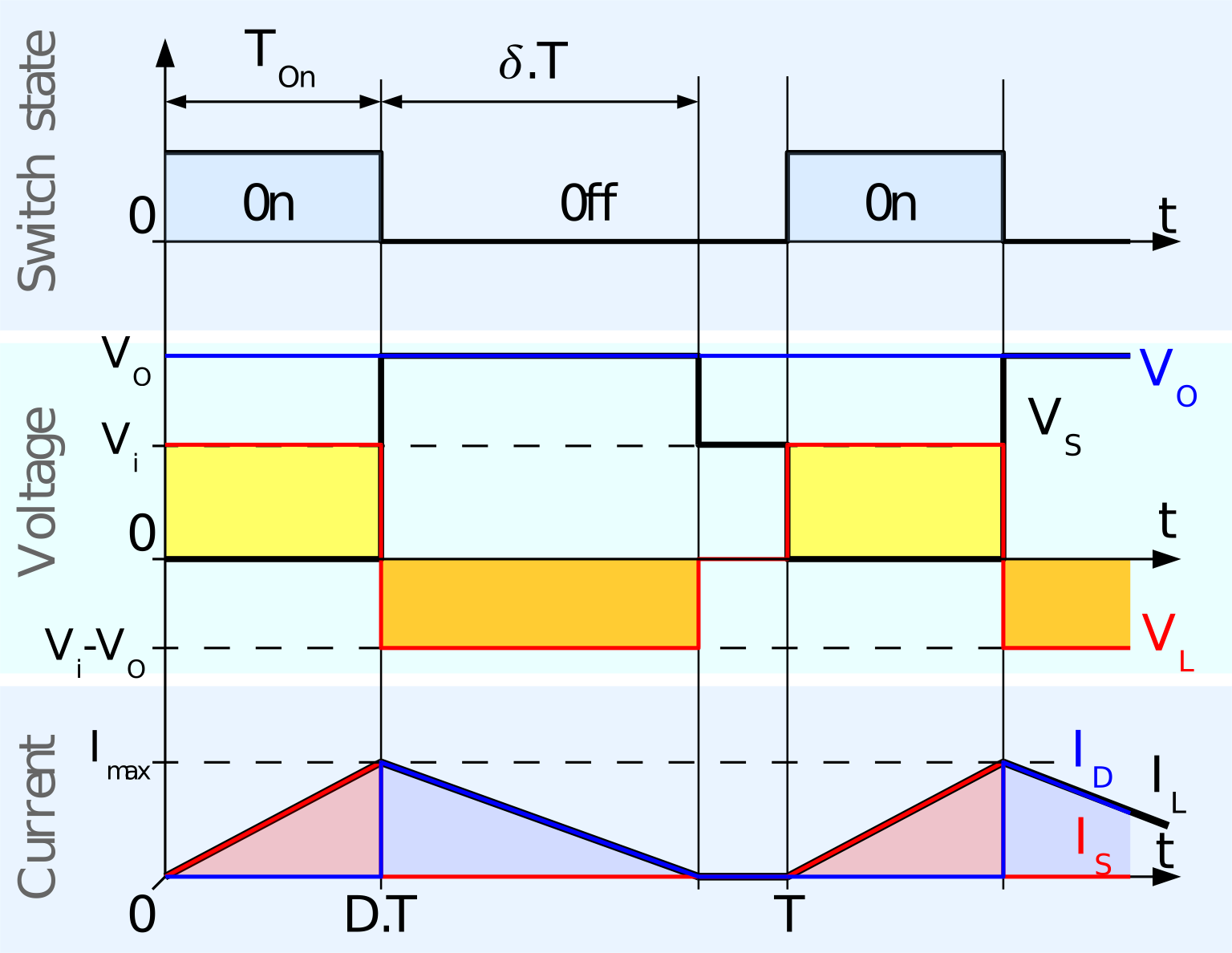
شکل4. شکل موج جریان و ولتاژ سلف در یک مبدل بوست در مد ناپیوسته.

اگر دامنه نوسان جریان خیلی زیاد باشد، ممکن است سلف قبل از پایان یک چرخه کاملا خالی شود. این موضوع معمولا در بارهای سبک رخ می‌دهد. در این حالت، جریان سلف در بخشی از دوره به صفر می‌رسد (نمودار شکل ۴ را ببینید). اگرچه تفاوت اندکی وجود دارد، اما تاثیر قوی‌ای بر روی معادله ولتاژ خروجی دارد. 
بهره ولتاژ را می‌توان به شکل زیر محاسبه کرد:
از آنجا که جریان سلف در ابتدای چرخه صفر است، مقدار بیشینه آن در {\displaystyle t=DT} برابر است با
{\displaystyle I_{L_{\text{Max}}}={\frac {V_{i}DT}{L}}}
در دوره خاموش، {\displaystyle I_{L}} پس از {\displaystyle \delta T} به صفر می‌رسد
{\displaystyle I_{L_{\text{Max}}}+{\frac {\left(V_{i}-V_{o}\right)\delta T}{L}}=0}
با استفاده از دو معادله قبلی، δ برابر است با:
{\displaystyle \delta ={\frac {V_{i}D}{V_{o}-V_{i}}}}
جریان بار Io برابر با جریان میانگین دیود (ID) است. همانطور که در شکل ۴ می‌توان دید، جریان دیود برابر با جریان سلف در حالت خاموش است. مقدار میانگین Io را می‌توان از شکل ۴ به صورت هندسی مشخص کرد. بنابراین، جریان خروجی را می‌توان به شکل زیر نوشت:
{\displaystyle I_{o}={\bar {I}}_{D}={\frac {I_{L_{max}}}{2}}\delta }
با جایگذاری {\displaystyle I_{L_{\text{Max}}}} و δ با عبارات مربوطه داریم:
{\displaystyle I_{o}={\frac {V_{i}DT}{2L}}\cdot {\frac {V_{i}D}{V_{o}-V_{i}}}={\frac {V_{i}^{2}D^{2}T}{2L\left(V_{o}-V_{i}\right)}}}
بنابراین، بهره ولتاژ خروجی را می‌توان به شکل زیر نوشت:
{\displaystyle {\frac {V_{o}}{V_{i}}}=1+{\frac {V_{i}D^{2}T}{2LI_{o}}}}
نسبت به معادله بهره ولتاژ خروجی برای حالت پیوسته، این معادله بسیار پیچیده‌تر است. علاوه بر این، در حالت ناپیوسته، بهره ولتاژ خروجی نه تنها به چرخه وظیفه (D) بلکه به مقدار سلف (L)، ولتاژ ورودی (Vi)، دوره (T) و جریان خروجی (Io) نیز بستگی دارد.
با جایگذاری {\textstyle I_{0}={\frac {V_{0}}{R}}} در معادله (R بار است)، بهره ولتاژ خروجی را می‌توان به شکل زیر بازنویسی کرد:
{\displaystyle {\frac {V_{o}}{V_{i}}}={\frac {1+{\sqrt {1+{\frac {4D^{2}}{K}}}}}{2}}}
که در آن
{\textstyle K={\frac {2L}{RT}}}